# Portada/article agost 10

## Necròpolis de Guiza
La Necròpolis de Guiza es troba a l'altiplà de Guiza, a les rodalies del Caire, a Egipte. Formen part d'aquesta important necròpolis de l'antic Egipte la piràmide de Kheops –també coneguda com la Gran Piràmide–, la piràmide de Kefren, la piràmide de Micerí –relativament més petita– i la famosa Gran Esfinx. La Necròpolis de Guiza és la més gran de l'antic Egipte, amb enterraments datats des de les primeres dinasties. A finals de l'Imperi Antic, durant la dinastia VI, a Guiza hi havia centenars de tombes. Va assolir la seva esplendor durant la dinastia IV.
Les piràmides ja van ser populars a l'edat antiga. A la Grècia hel·lenística la Gran Piràmide va ser esmentada per Antípater de Sidó com una de les set meravelles del món; actualment és l'única de les set que perdura.